# SKアウストリア・ケルンテン
SKアウストリア・ケルンテン（ドイツ語: SK Austria Kärnten）は、かつてオーストリアの南部、ケルンテン州の州都クラーゲンフルトを本拠地としていたサッカークラブである。

## 歴史
2007年の夏までSVパッシングが保持していたオーストリア・ブンデスリーガのライセンスを2007年6月1日に正式に譲り受けて設立されたクラブである。
2007年、SVパッシングのグラート会長が、オーストリア・ブンデスリーガのライセンスを他のクラブに譲りたいと発言した以降、「移民排斥」や「親ナチズム」などを主張し、オーストリアで極右・煽動政治家として知られているイェルク・ハイダー州知事がSVパッシングのグラート会長と頻繁に連絡を取るようになり、オーストリア・ブンデスリーガのライセンスをケルンテン州のクラブに譲るように誘致した。
約1か月間に及ぶ交渉後、クラーゲンフルトに新しいクラブSKアウストリア・ケルンテンが設立され、SVパッシングが保有していたオーストリア・ブンデスリーガのライセンスを譲り受けることが例外としてオーストリア・サッカー協会により正式に認められたことにより、初年度からオーストリア・ブンデスリーガに属することになった。
このようなことは前例が無かったため、非現実的と世間は冷めていたが、実際に可能になったところからもイェルク・ハイダー州知事の政治力が見える。実際のクラブ会長はマリオ・カノーリという実業家だが、イェルク・ハイダーのクラブへの影響力は絶大で「影の会長」と言われている。
全くのゼロからのスタートであったため、選手を新たに集めなくてはならず、主に財政破綻により3部に降格したグラーツァーAKやライセンスを譲ったSVパッシング、エルステリーガ（オーストリア2部）に所属していたFCケルンテン等から多くの選手が移籍して新しいSKアウストリア・ケルンテンのチームが作られた。
クラブ初の監督にはグラーツァーAKや1860ミュンヘンを率いたヴァルター・シャッハナーがイェルク・ハイダー州知事自らにより招聘された。
全く歴史の無い新興クラブなので、サポーターの数も少なく、「人工的に作られたクラブ」と揶揄されている。また、イェルク・ハイダー州知事の影響もあり、白人以外の選手に対しては非常に厳しいクラブである、ということが業界で知られている。
ちなみにライセンスを譲ったSVパッシングは自動的にオーストリア5部に降格した。

## タイトル

### 国内タイトル
なし

### 国際タイトル
なし

## 過去の成績
| シーズン | リーグ                       | 順位 | 勝 | 分 | 敗 | 得点 | 失点 | 勝ち点 |
| -------- | ---------------------------- | ---- | -- | -- | -- | ---- | ---- | ------ |
| 2007-08  | オーストリア・ブンデスリーガ | 9位  | 8  | 9  | 19 | 26   | 58   | 33     |
| 2008-09  | オーストリア・ブンデスリーガ | 6位  | 11 | 8  | 17 | 47   | 57   | 41     |
| 2009-10  | オーストリア・ブンデスリーガ | 10位 | 2  | 9  | 25 | 29   | 80   | 15     |

## 歴代監督
- ヴァルター・シャッハナー (2007)
- クラウス・シュミット (2007-2008)
- フレンキー・シンケルス (2008-2009)

## 歴代所属選手
- ミヒャエル・ゾルバウアー 2007-2008
- マーティン・ヒデン 2008, 2009
- アンドレ・シェンブリ 2009-2010
- アディ・ロチャ・ソブリーニョ・フィーリョ 2008-2009
- アンジェ・ヌヒウ 2008-2010
- ルカ・エルスナー 2010
- ズラトコ・ユヌゾヴィッチ 2007-2009